# 원자 시대

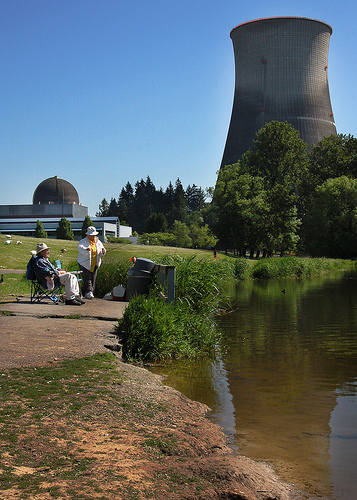
오리건주의 트로잔 1호기. 1976년부터 1992년까지 전력을 생산한 초기형 원전이다.

원자시대(原子時代, Atomic Era, Atomic Age)란 최초의 원자폭탄 트리니티가 기폭된 1945년 1월 16일 이후의 시대를 말한다. 물론 그보다 앞선 1933년에 핵연쇄반응의 원리 자체는 이미 이론화되었고(리제 마이트너), 최초의 인공 핵연쇄반응 실험(시카고 파일 1)이 있었던 것은 1942년 12월이다. 하지만 트리니티 핵실험과 히로시마·나가사키 원폭투하야말로 핵기술의 최초의 거대한 사용이었으며 그 기술이 인류의 심성에 사회정치적 변환을 일으켰기 때문에 원자폭탄들이 터진 1945년을 기준으로 삼는다.
원자력은 진보와 근대성의 상징이었고, 원자력 발전이나 핵의학처럼 직접적으로 인간의 복리에 도움이 되었지만, 그것은 동시에 핵전쟁, 냉전, 상호확증파괴, 핵확산, 원자력 사고의 두려움을 동반하는 것이었다. 핵기술의 평화적 이용을 군용 핵무기나 테러리스트의 사용에서 완전히 분리하는 것은 어려운 일이다.
원자력 발전산업이 흥성하던 1973년, 미국 원자력 위원회는 21세기가 되면 1천 대의 핵반응로가 돌아가며 미국 전역의 모든 가정과 사업체에 전기를 공급할 것이라 장담했다. 하지만 핵기술이 핵무기 경쟁이나 노심융해와 같은 광범위한 사회적 문제도 야기함에 따라 이런 장밋빛 전망은 좌절되었다.  1973년 이후 전력수요가 떨어지고 건설비용은 상승하면서 핵반응로 건설명령은 급감했다. 많은 명령들이 취소되거나 이미 착공한 발전소들도 부분 완성한 채 확장이 중단되었다.
1970년대 말이 되면 국제정세의 불안, 경제적 타산, 대중 사이에 널리 퍼진 혐오 등으로 인해 원자력 기술은 침체를 맞고, 1976년의 스리마일섬원자력발전소사고, 1986년의 체르노빌원자력발전소사고로 치명적 타격을 받는다. 이 두 사고는 핵발전 산업에 수십 년 간 지속될 거대한 영향을 미쳤다.

## 같이 보기
- 구기 건축
- 정보화 시대
- 제트 시대
- 기계시대
- 핵발전 논란
- 복고미래주의
- 스페이스 에이지 팝